# Цзя Наньфен
Цзя Наньфен (257—300) — імператриця Китаю та фактична правителька в 291—300 роках.

## Життєпис
Походила зі знатного роду Цзя. Старша донька Цзя Чуна, міністра робіт та очільника колісничих та кіннотників. Народилася 257 року. У 272 році стала наложницею спадкоємця престолу Сима Чжуна. Невдовзі отримала статус принцеси.
Коли в 290 році він успадкував трон, то зробив її своєю імператрицею. У китайських літописах є відомості, що новий правитель виявився недоумкуватим, але сучасні дослідники схильні сумніватися в цьому. Втім, він не зміг заспокоїти збройні заколоти, тому до управління підключилася його мати Ян Янь і дід Ян Цзюнь. З іншого боку, імператриця Цзя стала намагатися прибрати до рук державні справи. За допомогою одного з родичів імператора вона зуміла вбити Ян Янь, а потім в середині 291 року за підтримки чуського князя (вана) Сима Вея сприяла вбивству Ян Цзюню разом з іншими сановниками з числа імператорської рідні.
Фактична влада в країні перейшла повністю у її руки. Спочатку передало управління жунаньскому князю Сима Ляну. Потім за допомогою Сима Вея вбила Сима Ляна. Після чого наказала стратити Сима Вея, звинувативши його в скоєнні вбивства з метою захоплення влади. В результаті стала фактичною правителькою держави Цзінь.
Проте Цзя Наньфен не зуміла приборкати представників династії Сима та місцевих могутніх князів. Їй приписується нестримне пияцтво і розпуста, яким вона вдавалася разом зі своєю матір'ю Гу Хуай, а також хабарництво і сваволя. Конфлікти при дворі призвели до послаблення центрального уряду. Внаслідок цього у 296 році спалахнуло повстання племені цян, яке вдалося придушити лише у 299 році.
У 300 році за наказом імператриці було отруєно спадкоємця престолу Сяма Юя. Цей злочин став приводом до повстання знаті, відоме як «Заколот восьми князів». Сима Лунь, князь Чжао, Сима Цзюн, князь Ці, Сима Ін, князь Ченду, Сима Юн, князь Хенцзянь, Сима І, князь Чансі та Сима Юе, князь Дунхай, виступили проти імператриці та її прихильників, яку було переможено. Цзя Наньфен було зведено до простолюдинів, посаджено під арешт і незабаром отруєно. Втім в подальшому почалася боротьба між переможцями, яка завершилася у 307 році, значно послабивши державу.

## Родина
- принцеса Хедун
- принцеса Шипін
- принцеса Хуннун
- принцеса Айсянь